# Анхель Берні
Анхель Антоніо Берні Гомес (ісп. Ángel Antonio Berni Gómez, 9 січня 1931, Асунсьйон — 24 листопада 2017, Асунсьйон) — парагвайський футболіст, що грав на позиції півзахисника, зокрема, за клуби «Сан-Лоренсо» та «Реал Бетіс», а також національну збірну Парагваю.

## Клубна кар'єра
Народився 9 січня 1931 року в місті Асунсьйон. Вихованець футбольної школи місцевого клубу «Олімпія». Дорослу футбольну кар'єру розпочав 1949 року в основній команді того ж клубу, в якій провів один сезон. 
Протягом 1950—1951 років захищав кольори «Бока Хуніорс» з Калі.
Своєю грою за останню команду привернув увагу представників тренерського штабу клубу «Сан-Лоренсо», до складу якого приєднався 1953 року. Відіграв за команду з Буенос-Айреса наступні чотири сезони своєї ігрової кар'єри. У складі «Сан-Лоренсо» був одним з головних бомбардирів команди, маючи середню результативність на рівні 0,41 голу за гру першості.
Протягом 1958 року захищав кольори команди «Хімнасія і Есгріма».
1958 року перейшов до клубу «Реал Бетіс», за який відіграв 6 сезонів. Завершив професійну кар'єру футболіста виступами за команду «Реал Бетіс» у 1964 році.

## Виступи за збірну
1950 року дебютував в офіційних матчах у складі національної збірної Парагваю. Протягом кар'єри у національній команді провів у її формі 7 матчів, забивши 4 голи.
Був присутній в заявці збірної на чемпіонаті світу 1950 року у Бразилії, але на поле не виходив.
Був учасником Чемпіонату Південної Америки 1953 року у Перу, здобувши того року титул континентального чемпіона.
Помер 24 листопада 2017 року на 87-му році життя у місті Асунсьйон.

## Титули і досягнення
- Переможець чемпіонату Південної Америки (1): 1953